# Pino (Cospeito)
Pino (llamada oficialmente San Martiño de Pino) es una parroquia española del municipio de Cospeito, en la provincia de Lugo, Galicia.

## Organización territorial
La parroquia está formada por diecinueve entidades de población:

### Entidades de población
Entidades de población que forman parte de la parroquia:
- Bouza
- Broz
- Carracido
- Casiña (A Casiña)
- Castro (O Castro)
- Costa (A Costa)
- Desecabo
- Fontesalgueira
- Fraga (A Fraga)
- Gaioso
- Guldeiros
- Infesta
- Millarada (A Millarada)
- O Mato
- Porto (O Porto)
- Quenlla (A Quenlla)
- Rabadá (A Rabadá)
- Sumeiro (O Sumeiro)

### Despoblado
Despoblado que forma parte de la parroquia:
- Monte (O Monte)

## Demografía
| Gráfica de evolución demográfica de Pino entre 2000 y 2019 |
|                                                            |
| Datos según el nomenclátor publicado por el INE.           |